# Македонівка (Луганський район)
Македо́нівка — село в Україні, у Лутугинській міській громаді Луганського району Луганської області.
Населення становить 599 осіб.

## Географії
Сусідні населені пункти: села Ребрикове на півдні, Мечетка та Вербівка на південному сході, Кам'янка та Паліївка на сході, Першозванівка, Мар'ївка, Верхня Оріхівка на північному сході, Волнухине, Новофедорівка на півночі, Шовкова Протока, Оріхівка, Круглик та селище Лісне на північному заході, Червона Поляна на заході, Зеленодільське, Зелений Курган, Картушине та смт Ясенівський на південному заході.

## Історія
Село засноване у XVII столітті, належало до Слов'яносербського повіту Катеринославської губернії. Першими мешканцями були кріпаки пана Духновського.
За даними на 1859 рік у власницькому селі Слов'яносербського повіту Катеринославської губернії мешкало 507 осіб (243 чоловіки та 264 жінки), налічувалось 52 дворових господарств, існував завод.
У 1870 році у селі збудовано школу. Працював горілчаний завод, два вітряні млини.
Станом на 1886 рік у колишньому власницькому селі Кам'янської волості мешкало 534 особи, налічувалось 76 дворів, існувала лавка.
У 1898 році було отримано дозвіл на будівництво через село Македонівка залізничної гілки Колпакове — Першозванівка, а в 1899 році цю гілку було збудовано. Поруч із селом було відкрито залізничну станцію Македонівка. Залізницю було демонтовано після збройного конфлікту 1917—1921 років.
На початок 1908 рік село входило до складу Першозванівської волості, населення зросло до 858 осіб (443 чоловічої статі та 415 — жіночої), 112 дворових господарств.
У 1929 році в селі утворено два колгоспи: імені Петровського та Зірка (пізніше — імені Сталіна), а 1969 року об'єднані в колгосп імені XVII партз'їзду, який проіснував до 1993 року.
12 червня 2020 року, відповідно до Розпорядження Кабінету Міністрів України № 717-р «Про визначення адміністративних центрів та затвердження територій територіальних громад Луганської області», увійшло до складу Лутугинської міської громади.
19 липня 2020 року, в результаті адміністративно-територіальної реформи та ліквідації  Лутугинського району, увійшло до складу новоутвореного Луганського району.

## Населення
За даними перепису населення 2001 року у селі проживали 599 осіб.
Рідною мовою назвали:
| Мова       | Кількість осіб | Відсоток |
| ---------- | -------------- | -------- |
| українська | 509            | 84,97%   |
| російська  | 87             | 14,52%   |
| молдавська | 1              | 0,17%    |